# Paul Fürbringer
Paul Walther Fürbringer (Delitzsch, 7 agosto 1849 – Berlino, 21 luglio 1930) è stato un medico e chimico tedesco.

## Biografia
Era il fratello dell'anatomista Max Fürbringer (1846-1920). Studiò medicina presso l'Università di Jena e di Berlino. Servì come assistente medico durante la guerra franco-prussiana, in seguito lavorò come assistente presso l'Istituto di patologia a Jena, e nella clinica di Nikolaus Friedreich presso l'Università di Heidelberg. Nel 1876 ricevette la sua abilitazione per la farmacologia e chimica farmaceutica con una tesi che coinvolge l'escrezione di acido ossalico nelle urine.
Nel 1879 diventò professore associato e capo del centro di salute del quartiere di Jena, e durante l'anno successivo fu direttore del Amtsphysikat-Jena. Dal 1886 al 1903 fu direttore dell'ospedale a Friedrichshain-Berlino.
Gli interessi di Fürbringer, in medicina, erano molte e varie. Si occupò delle indagini di acido salicilico così come la ricerca sugli effetti del mercurio; studi condotti su alcaptonuria, malattie del fegato, malattie del sistema genito-urinario e malattie infettive acute. Inoltre ha condotto una ricerca sui temi: servizi igienico-sanitari sulla mano, educazione fisica, balneoterapia, patologia sessuale e impotenza.
Dal 1890 al 1921 fu membro del Medizinalkollegiums a Berlino e a Brandeburgo.

## Opere principali
- Zur vergleichenden Anatomie der Muskeln des Kopfskeletts der Zyklostomen (Jena 1875).
- Untersuchungen und Vorschriften über die Desinfektion der Hände des Arztes, 1888.
- Die Krankheiten der Harn- und Geschlechtsorgane (1884; seconda edizione 1890)(Londra: H.K. Lewis, 1895).[2]
- Über die Punktionstherapie der serösen Pleuritis und ihre Indikation 1890.